# Halliste

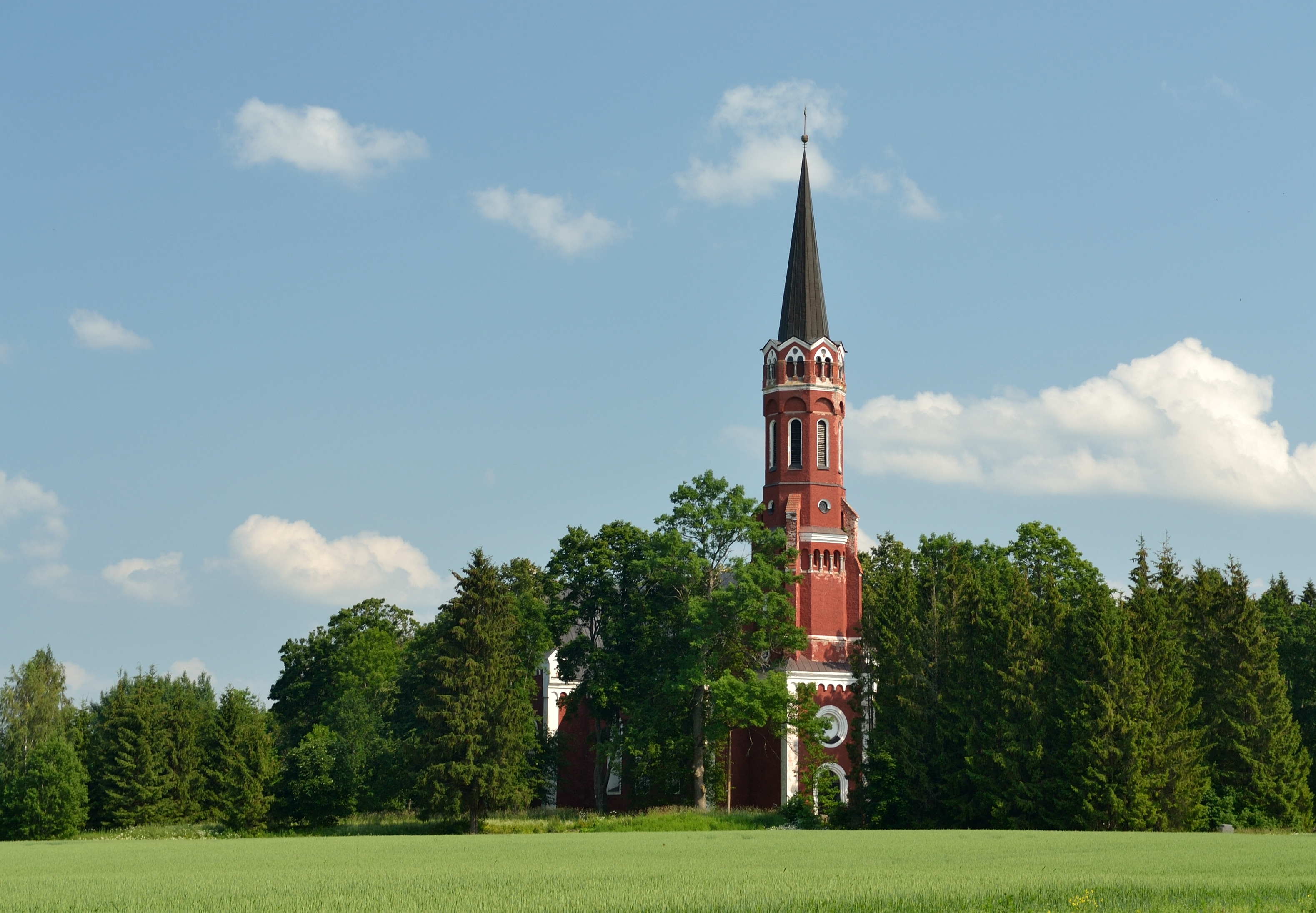
St.-Anna-Kirche

Halliste ist eine ehemalige Landgemeinde im estnischen Kreis Viljandi mit einer Fläche von 266,4 km². Sie hatte 1697 Einwohner (Stand: 1. Januar 2010). Am 24. Oktober 2017 wurden die Landgemeinden Karksi, Abja, Halliste und die Kleinstadt Mõisaküla zur neuen Landgemeinde Mulgi vereinigt. 
Neben dem Hauptort Halliste (365 Einwohner) umfasste die Landgemeinde die Dörfer Ereste, Hõbemäe, Kaarli, Kalvre, Kulla, Maru, Mulgi, Mõõnaste, Naistevalla, Niguli, Õisu, Pornuse (deutsch: Alt-Bornhusen), Päidre, Päigiste, Raja, Rimmu, Saksakülla, Sammaste, Tilla, Toosi, Ülemõisa, Uue-Kariste (deutsch: Neu-Karrishof), Vabamatsi und Vana-Kariste (deutsch: Alt-Karrishof).
Halliste wurde unter dem Namen Allistekunde bereits 1211 in der Chronik Heinrich von Lettlands urkundlich erwähnt. Sehenswert ist die der Heiligen Anna geweihte Kirche, deren Vorgängerbau aus Holz zwischen 1504 und 1508 entstanden war. Das heutige Sakralgebäude im neuromanischen Stil von 1867 lässt noch Teile der Vorgängerbauten erkennen. Das Altargemälde stammt von dem modernen estnischen Künstler Jüri Arrak.
Der historische Friedhof von Halliste wurde 1776 angelegt.